# Nussbaumen ZH
| ZH ist das Kürzel für den Kanton Zürich in der Schweiz. Es wird verwendet, um Verwechslungen mit anderen Einträgen des Namens Nussbaumen zu vermeiden. |

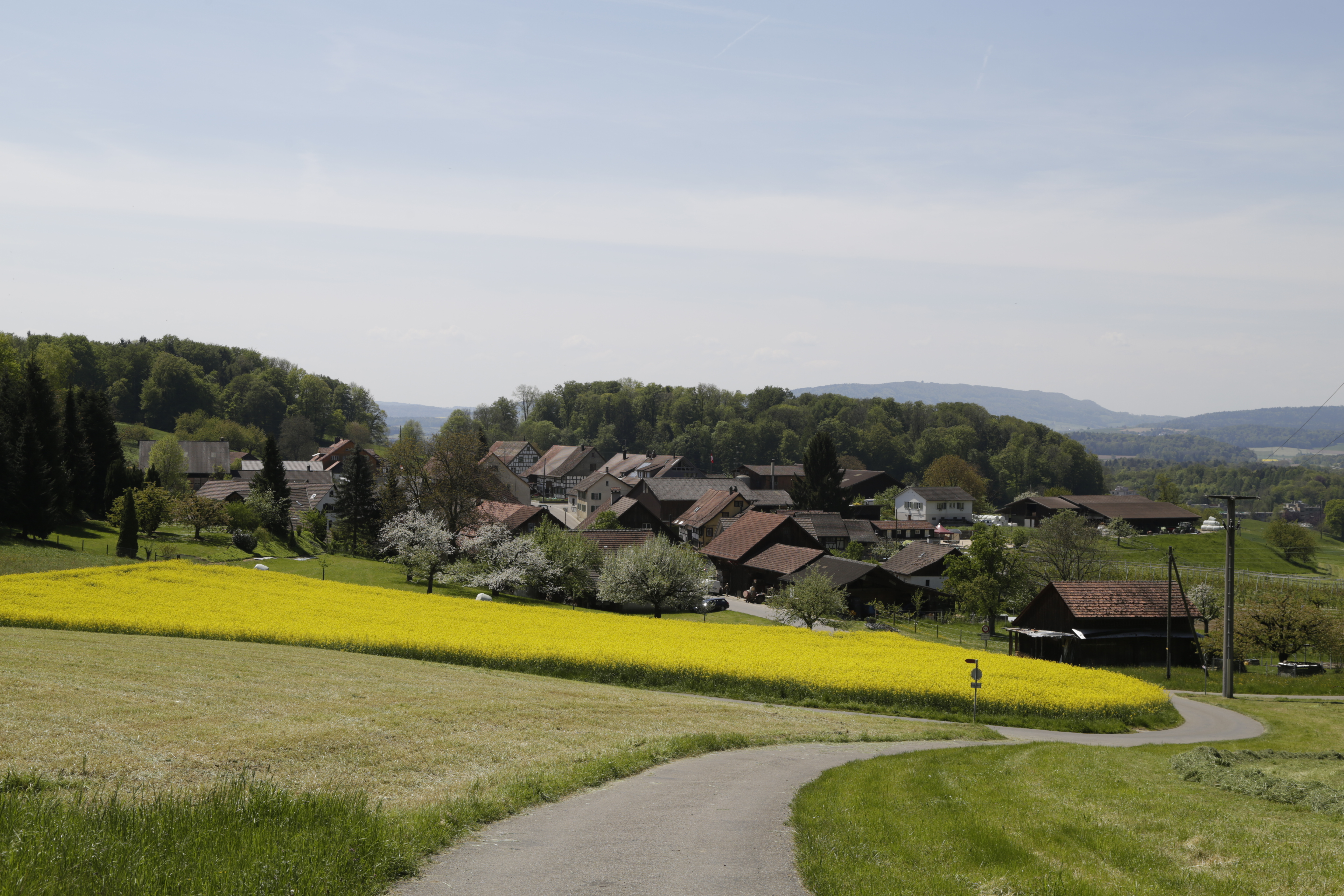
Nussbaumen, Ansicht von Osten

Der Ort Nussbaumen gehört zur politischen Gemeinde Bülach im Kanton Zürich.
Nussbaumen ist aus einem landwirtschaftlich geprägten Weiler entstanden und liegt am Westhang des Dättenberg nordöstlich von Bülach. Der Ort war sowohl politisch als auch kirchlich nie selbständig und immer zu Bülach gehörend. Er wurde in den Jahren 858 und 1049 urkundlich erwähnt, damals noch als Nuzbouma. In einem Dokument von 1268, wo die Besitztümer einer Tochter des Edeln Hugo von Teufen erwähnt werden, findet sich die Schreibweise Nusboumen.
Wirklich greifbar wird der Ort 1412, als Nussbaumen zu einer «äusseren Gemeinde» der Stadt Bülach erklärt wird, und bis 1798 Teil der zürcherischen Obervogtei Bülach war. Die Obervogtei hatte bis zur helvetischen Revolution nur eine beschränkte politische Autonomie. Erst danach wurde sie in eine politische Gemeinde umgewandelt.
Die Kirche von Bülach ist einer der ältesten bekannten Kirchenstandorte im Kanton Zürich und ist somit die Urpfarrei des Glatttals. Die Bewohner von Nussbaumen gehören noch heute der – aus dieser Urpfarrei hervorgegangenen – reformierten Kirchgemeinde Bülach an. 